# 627981 Ponzoni
627981 Ponzoni este o planetă minoră (asteroid) din centura de asteroizi. A fost descoperită pe 8 decembrie 2012 la  de . 
Obiectul prezintă o orbită caracterizată de o semiaxă mare de 2,4744629598785 UAi, o excentricitate de 0,18763547786578, o înclinație de 0,39289917681813 ° în raport cu ecliptica.